# Wołost Podbieriezinskaja
Wołost Podbieriezinskaja (ros. Подберезинская волость) – jednostka administracyjna (osiedle wiejskie) wchodząca w skład rejonu łokniańskiego w оbwodzie pskowskim w Rosji.
Centrum administracyjnym osiedla jest wieś (ros. село, trb. sieło) Podbieriezje.

## Geografia
Powierzchnia osiedla wynosi 760,8 km².

## Historia
26 stycznia 1995 roku wszystkie sielsowiety obwodu pskowskiego zostały przemianowane na wołosti, co skutkowało również powstaniem wołosti Podbieriezinskaja.

## Demografia
W 2020 roku osiedle wiejskie zamieszkiwało 806 mieszkańców.

## Miejscowości
W skład jednostki administracyjnej wchodzi 56 miejscowości, w tym 1 sieło (Podbieriezje) i 55 wsi (ros. деревня, trb. dieriewnia) (Aleksiejewo, Barsuki, Bolszaja Griada, Bolszyje Kunicy, Borowataja, Chołodiec, Chwosznia, Czernieckoje, Diadiszcze, Dieniewo, Dułowo, Fiediaki, Fiekino, Gogolewo, Gorkunowo, Iwanisowo Gogolewskoje, Iwanisowo Podbieriezinskoje, Izbojewo, Jazwy Gogolewskije, Jazwy Podbieriezinskije, Jełdygino, Kamienka, Kostielewo, Kriwopleso, Kurowo, Lechowo, Łazariewo, Łowatskij Bor, Makowiejewo, Małaja Griada, Małyj Borok, Małyj Choczuż, Małyje Kunicy, Obołonje, Panowo, Pietrowskoje, Poczinki, Podbieriezje, Połoszutino, Rogowo, Ruczejki, Sielco, Sierka, Sićkino, Sosnowo, Starosielje, Strujno, Szczołoki, Szeniewka, Tokariowo, Usadźba, Wierietje, Właskowo, Zapolje, Zieziuli, Żytiszcze).